# Skittles

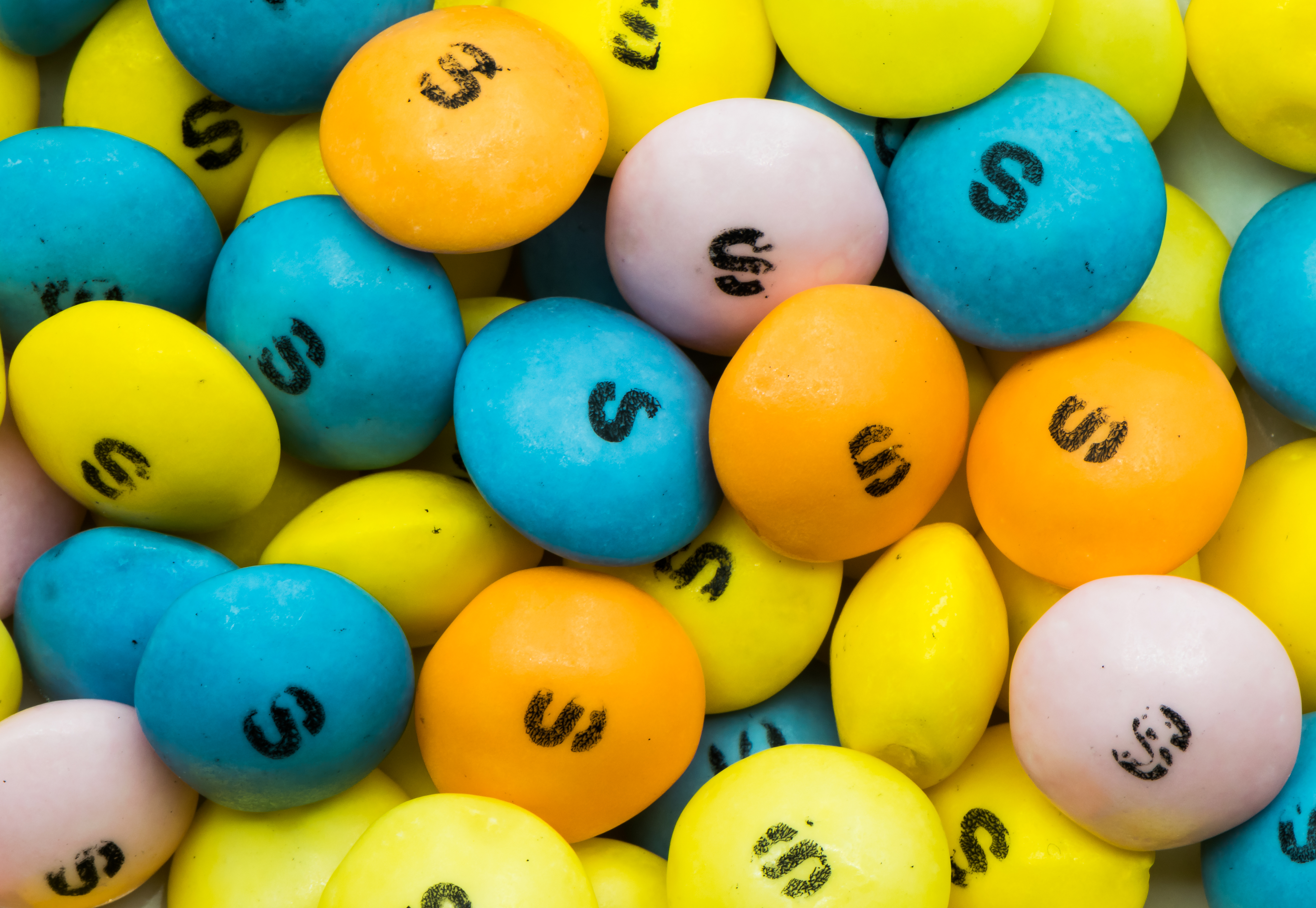
Skittles o smaku owocowo-jogurtowym

Skittles – cukierki o smaku owocowym produkcji Wrigley Company od 2016 będący oddziałem Mars Incorporated. Zawierają głównie cukier, syrop kukurydziany i olej palmowy. Mają kształt soczewkowaty, występują w kilku kolorach. Z jednej strony mają nadrukowaną, białą literę „S”. Mylone bywają z cukierkami M&M's, produkcji tej samej firmy.